# خطر مهني

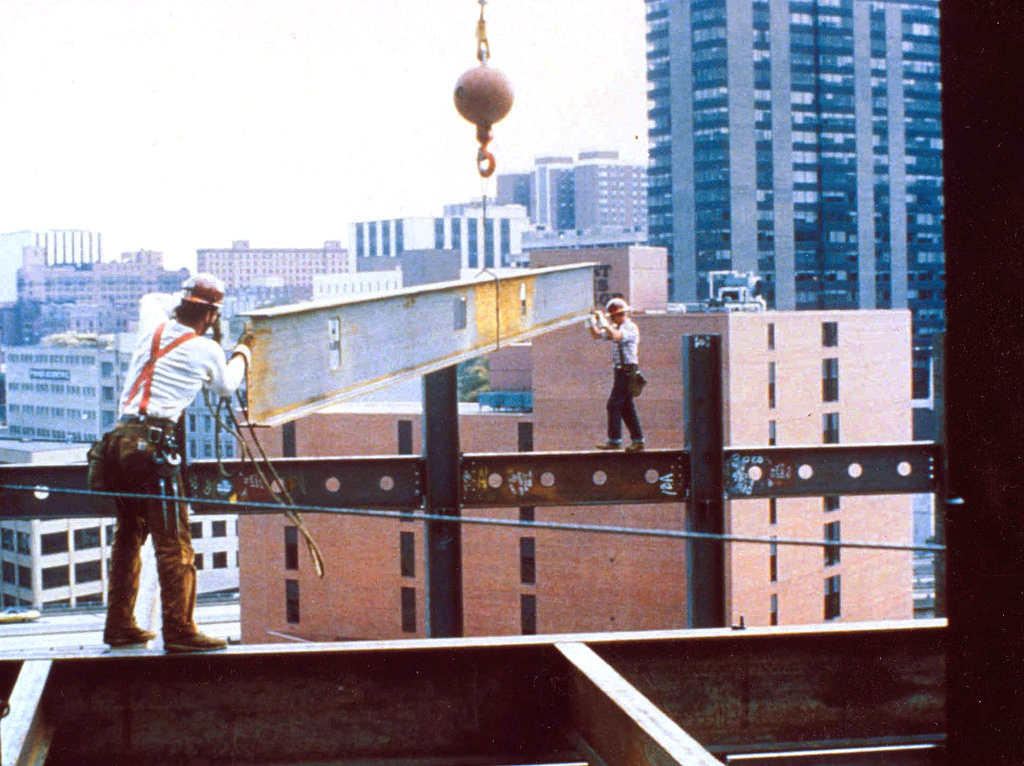
صورة تظهر عمال البناء في اماكن العمل بدون معدات السلامة المناسبة.

الخطر المهني هو أحد المخاطر الموجودة في أماكن العمل، ويتضمن الأخطار الفيزيائية والبيولوجية والكيميائية والنفسية الاجتماعية ‏. يمكن أن يكون الخطر قصير الأمد مثل بعض الإصابات الطفيفة او طويل الأمد مثل المرض المهني كسرطان الرئة او امراض القلب. يقوم المعهد الوطني للسلامة والصحة المهنية (NIOSH) في الولايات المتحدة بإجراء تحقيقات وأبحاث تتناول مخاطر الصحة والسلامة في مكان العمل. تضع إدارة السلامة والصحة المهنية (OSHA) أيضًا معايير قابلة للتنفيذ لمنع الإصابات والأمراض في مكان العمل. وللوكالة الأوروبية للصحة والسلامة في العمل (EU-OSHA) دور مماثل في الاتحاد الأوروبي.